# Аллентон (Вісконсин)
Аллентон (англ. Allenton) — переписна місцевість (CDP) в США, в окрузі Вашингтон штату Вісконсин. Населення — 859 осіб (2020).

## Географія
Аллентон розташований за координатами 43°25′14″ пн. ш. 88°20′40″ зх. д. / 43.42056° пн. ш. 88.34444° зх. д. (43.420465, -88.344353).  За даними Бюро перепису населення США в 2010 році переписна місцевість мала площу 3,74 км², уся площа — суходіл.

## Демографія
Згідно з переписом 2010 року, у переписній місцевості мешкали 823 особи в 374 домогосподарствах у складі 223 родин. Густота населення становила 220 осіб/км².  Було 385 помешкань (103/км²).
Расовий склад населення:
| - 97,2 % — білих - 0,5 % — корінних американців - 0,4 % — азіатів - 0,2 % — чорних або афроамериканців - 1,3 % — осіб інших рас |

До двох чи більше рас належало 0,4 %. Частка іспаномовних становила 2,7 % від усіх жителів.
За віковим діапазоном населення розподілялося таким чином: 18,7 % — особи молодші 18 років, 70,6 % — особи у віці 18—64 років, 10,7 % — особи у віці 65 років та старші. Медіана віку мешканця становила 39,6 року. На 100 осіб жіночої статі у переписній місцевості припадало 112,1 чоловіків;  на 100 жінок у віці від 18 років та старших — 110,4 чоловіків також старших 18 років.
Середній дохід на одне домашнє господарство  становив 63 155 доларів США (медіана — 65 625), а середній дохід на одну сім'ю — 68 116 доларів (медіана — 66 920). За межею бідності перебувало 5,6 % осіб, у тому числі 0,0 % дітей у віці до 18 років та 17,5 % осіб у віці 65 років та старших.
Цивільне працевлаштоване населення становило 527 осіб. Основні галузі зайнятості: виробництво — 35,7 %, освіта, охорона здоров'я та соціальна допомога — 23,0 %, оптова торгівля — 8,9 %, будівництво — 6,3 %.